# Spodnji Ren
Spodnji Ren je desni od dveh večjih rokavov Rena na Nizozemskem. Levi rokav je Waal, ki pa je šele v zadnjem tisočletju odvodnjuje velike količine vod Rena v današnjo delto Ren-Maas in postal glavni odtok Rena. Spodnji Ren je bil izvirni Ren, ki se pri Katwijku izliva v Severno morje. Danes v njegovem spodnjem delu po razcepu Leka, ki se izliva v delto Ren-Maas, skorajda ne teče voda.
Po prehodu nemško-nizozemske meje pri Spijku se Ren sprva imenuje Gornji-Ren (nemško: Oberrhein). Njegov končni del se imenuje kanal Bijlands, ki prekinja staro zanko Rena. Ren se nato razdeli na dva glavna rokava, Waal in Kanal Pannerdens, prvi odsek Spodnjega Rena, ki absorbira približno tretjino povprečnega vodnega toka Rena. Prej - kanal Pannerdens je bil leta 1771 povezan z Renom - je bil ta razdelek nad rečno zanko, ki je bila prerezana v letih 1773-1776. S prekopom Pannerdens so skrajšali tok reke Spodnji Ren in ponovno povečali pretok vode, ki je sčasoma močno upadel. Stari začetni del Spodnjega Rena je bil zajezen. Ta stara reka, ki je zdaj zamuljena, znana kot Rijnstrangen, je stoječe vodno telo in naravno območje.
Na koncu kanala Pannerdens se Gelderlandski IJssel odcepi kot estuarij Rena, ki teče skozi IJsselmeer na severu v Severno morje. Pri kraju Wijk bij Duurstede se Spodnji Ren razdeli na Lek in Vijugasti Ren, ki jima oddaja le minimalno količino vode, ki v Utrechtu teče proti severu kot Vecht v Gooimeer, obrobno jezero IJsselmeerja. Od Utrechta je Spodnji Ren zdaj le mirno vodno telo, ki se zaporedoma imenuje Leidenski Ren in (od Harmelena) Stari Ren do Severnega morja blizu Katwijka.
Lek se ponovno združi v Krimpen aan de Lek z rokavom Waala, Noord. Kot Novi Maas oba tečeta skozi Rotterdam, preden skupaj z drugim rokavom Waala, Stari Maas (Oude Maas), dosežeta Severno morje pod imenom Nieuwe Waterweg pri Hoek van Holland.
Da bi lahko regulirali pretok vode v Spodnjem Renu, so zgradili jezove in zapore blizu Driela in blizu Amerongena. Vodostaj IJssela uravnava jez v Drielu.
Leta 1530 je bil pod vladavino vojvode Karla Gelrskega tok Spodnjega Rena pri Arnhemu premaknjen v bližino mesta; projekt, ki je bil dokončan leta 1536. Posledično se ni moglo le bolje braniti v sporih v Geldernu, ampak se je zaradi izboljšanih trgovskih poti tudi trajnostno razvijalo. Arnhem je zdaj največje mesto ob Spodnjem Renu.
Spodnji Ren prečkajo trije cestni in en železniški most pri Arnhemu, avtocestni most (A50) pri Heterenu in en cestni most pri Rhenenu. Trajekti vozijo v krajih Doorwerth, Wageningen, Opheusden, Elst in Amerongen.

## Galerija
- Spodnji Ren pri Renkumu
- Spodnji Ren blizu Arnhema
- Spodnji Ren pri kraju Wijk bij Duurstede, tik pred razcepom na Lek in Vijugasti Ren